# Лейте Перейра, Домингуш
Домингуш Лейте Перейра (порт. Domingos Leite Pereira; 19 сентября  1882, Брага — 27 октября 1956, Порту) — португальский политический и государственный деятель, дипломат. Трижды занимал пост премьер-министра Португалии (1919, 1920, 1925 годах). Мэр города Брага. Доктор богословия и литературы.

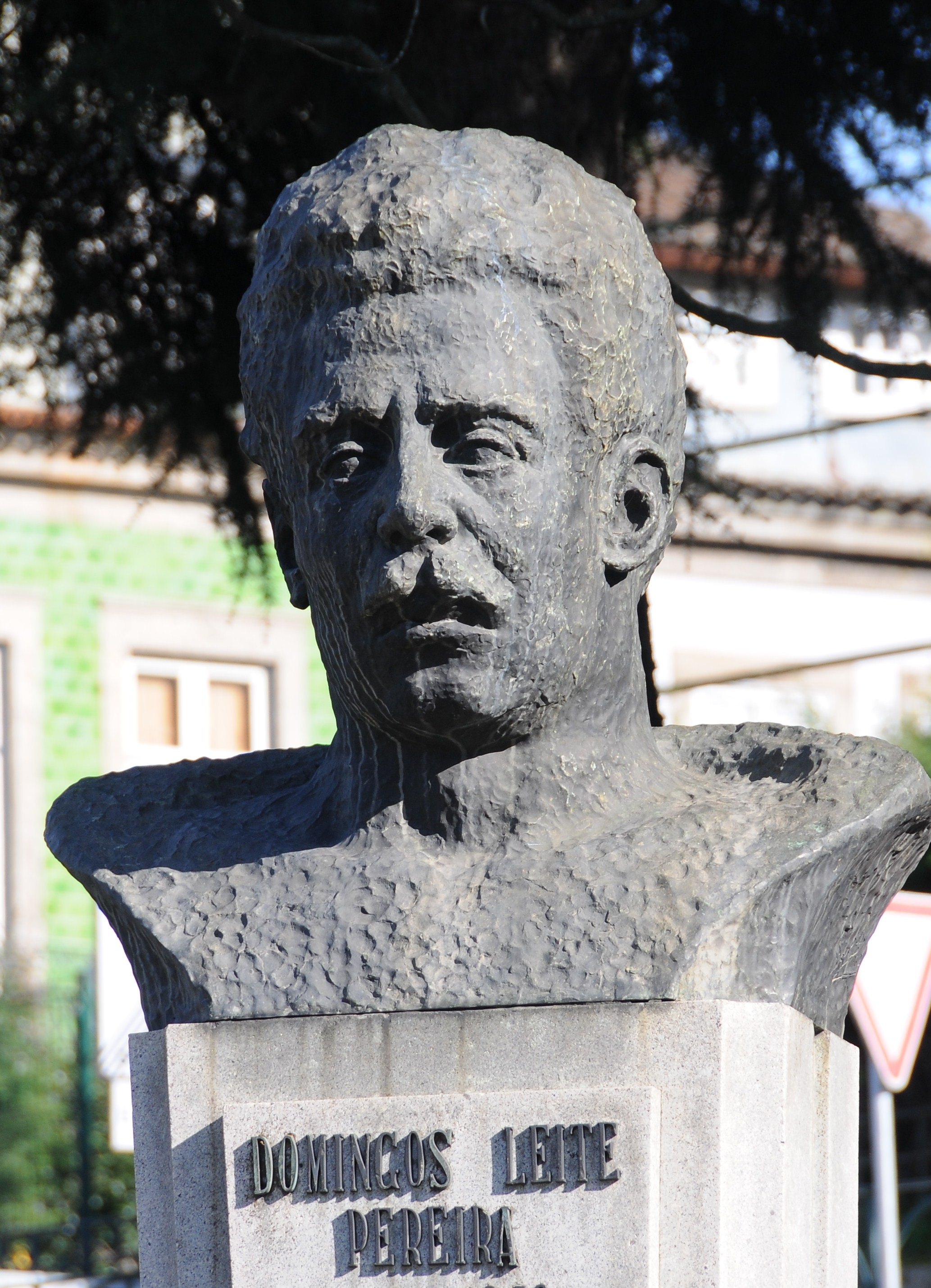
Бюст в Браге

## Биография
Окончил Коимбрский университет. Член Демократической партии Португалии.
За свою жизнь занимал ряд ответственных должностей: был Председателем Ассамблеи Республики Португалия, министром колоний, образования, внутренних и иностранных дел Португалии, трижды работал премьер-министром Португалии (1919, 1920, 1925).